# Saurina (Sant Bartomeu del Grau)
La Saurina és un edifici de Sant Bartomeu del Grau (Osona) inclòs a l'Inventari del Patrimoni Arquitectònic de Catalunya.

## Descripció
És una casa de mitjanes dimensions, molt modificada i restaurada, i que comença a estar enrunada. És coberta irregularment amb teulada a dues vessants amb aiguavés a la façana principal. Davant aquesta façana s'hi va afegir un cos amb dues grans columnes de pedra treballada que conformen una galeria, quedant l'antic portal dovellat tapiat.
Davant la casa hi ha un pati interior i unes corts. En diferents llindes hi ha dates de restauracions (1752-1787). L'actual portal és datat el 1760. La part posterior ha estat arrebossada.

## Història
No s'ha trobat cap notícia històrica d'aquest mas, conegut al segle xix com a Casa Saurina.